# Dr.StrangeLove
Dr.StrangeLove（ドクター・ストレンジ・ラヴ）は、日本の音楽ユニットである。通称DSL。
バンド名は、スタンリー・キューブリックが監督を務めた映画『博士の異常な愛情』に由来している。

## 概要
スタジオ・ミュージシャンとして活動していた根岸孝旨（b）、長田進（g）、古田たかし（ds）の3名で1989年に結成。精力的にライブ活動や様々なアーティストのサポートをこなし、デモテープやインディーズ作品を発表後、1997年にマキシシングル「手のひらの中のFreedom」でメジャー・デビュー。
バンドとしてあるいは個人としてサザンオールスターズ、佐野元春、藤井フミヤ、奥田民生、PUFFY、Cocco、GRAPEVINE、くるりなど、ジャンルを問わず数多くのアーティストをプロデュース、サポートしている。
初期の作品は、緻密なアレンジを施したオルタナ・ギターサウンドのイメージが強かったが、『Twin Suns』（1999年）では、ミキサーにミッチェル・フルームとのコンビで有名なチャド・ブレイクを迎えてプログラミングを大胆に導入し、ヒップホップを通過したブレイクビーツに刺激的なサンプル・ノイズが飛び交う実験的な意欲作を完成させている。

## メンバー
- 長田 進（おさだ すすむ、1958年4月4日（67歳） - 、神奈川県出身） 
  - ギター、ボーカル担当。シンガーソングライター、ギタリスト、音楽プロデューサーとしても活動する[4]。2010年6月16日、プロとしてのキャリア30年を記念してソロ初の作品となるアルバム『MALPASO』をリリース[4]。
  - バンド結成前：1986年に加入した佐野元春のバックバンド「THE HEARTLAND」の3代目ギタリストとして活動するかたわら、尾崎豊、江口洋介、浜田省吾、渡辺美里のライブやレコーディングにも参加していた。
  - プロデュース：GREAT3、オセロケッツ、the autumn stone、黒沢秀樹、小日向しえ、竹仲絵里、SCREAMING SOUL HILL、鈴里真帆、GRAPEVINE、THE JERRY LEE PHANTOM、Cocco、奥井亜紀、Anlyなど。
  - サポート参加：奥田民生、PUFFY、井上陽水、吉田拓郎、浜田省吾、沢田研二、aiko、山下久美子、hitomi、宮沢和史、GRAPEVINE、尾崎豊のバックバンド「THE BIRTH TOUR BAND」、Cocco、LOVE PSYCHEDELICOなど。
- 根岸 孝旨（ねぎし たかむね、1961年9月28日（63歳） - 、埼玉県出身）
  - ベース、ボーカル担当。Dr.StrangeLove以外にもJUNK FUNK PUNK、kōkuaでバンド活動を展開する一方、ベーシスト、作曲家、音楽プロデューサーとしても活動する[3][5]。
  - バンド結成前：学生時代は小田原豊と共にPOW!というバンドで活動。大学卒業後は音楽業界で働いていた。
  - プロデュース：Cocco、GRAPEVINE、くるり、つじあやの、川村かおり、the PeteBest、shame、DOG HAIR DRESSERS、Jackson vibe、C-999、SHUUBI、アナム&マキ、白鳥マイカ、一青窈、hitomi、LUNKHEAD、YO-KING、久嶋美さち、中村中、中島美嘉など。
  - サポート参加：サザンオールスターズ、桑田佳祐、奥田民生、PUFFY、元ちとせ、相川七瀬、杏子、YUKI、稲葉浩志、Cocco、原由子、吉井和哉、ポルノグラフィティ、aiko、miwa、華原朋美、りあんなど。サザンでは1991年から約3年間、病気療養中だった関口和之の代役を務める。
- あらき ゆうこ（1974年2月21日（51歳） - 、鳥取県出身）
  - ドラムス、ボーカル担当。
  - 2017年のライブから加入[6]。

### 元メンバー
- 古田 たかし（ふるた たかし、1958年7月6日（66歳） - 、東京都出身）
  - ドラムス担当。港区立高陵中学校出身。通称「シータカ」。
  - サポートの仕事のためDr.StrangeLoveに専念できないことを理由に1997年末に脱退。その後も奥田民生のバックバンドに他の二人と共に参加[注 1]。
  - バンド結成前：中学3年生の時にカルメン・マキ&OZに加入してプロデビュー。1年近くライブやレコーディングに参加した後、ディスコ・バンドで活動。またCharなどと共にNSPやチューイングガムなどのバックをつとめる。高校3年の時に原田真二のバンド「クライシス」のメンバーとなる。1981年春、佐野元春のバックバンドに加入。その活動のかたわら渡辺美里、吉川晃司らのライブやレコーディングにサポート・メンバーとして参加。1985年から1986年まではショコラータ（第二期）にドラマーとして参加していた。
  - サポート参加：佐野元春のバックバンド「THE HEARTLAND」（1981年 - 1994年解散）と「The Hobo King Band」（2001年 - ）、UNICORN（1993年のラストツアー[注 2]、および2009年のバンド再結成時のツアー[注 3]）、奥田民生のバックバンド「GOZ 第1期」（1995年 - 2002年、2004年、2015年）と「GOZ 第2期」（2002年 - 2003年）、PUFFY（2014年までのバックバンドのバンマス）、吉井和哉（2006年、根岸とともにツアーに参加）、安東由美子（2011年 - 2012年までのバックバンドのバンマス。また、東日本大震災のチャリティーライブにおいて「安東由美子with古田たかし」名義でライブを行った。[注 4]、KAN（2006年）、スキマスイッチ（2007年）、大橋卓弥のサポートバンド「Drunk Monkeys」（2008年）、沢田研二（2025年 - ）、Charのバックバンドでは港区立笄小学校、港区立高陵中学校の後輩であるベーシストの沢田浩史と活動を共にしている。「佐野元春 and The Hobo King Band」の2019年ビルボードライブ東京公演以降、同バンドの井上富雄と共に「布袋バンド（布袋寅泰）」に参加中（2022年時点）。

## 略歴
1989年4月30日、根岸孝旨の誘いをきっかけに長田進、古田たかし、根岸孝旨の3人で結成。
1995年、インディーズ・レーベルのSUPERFOOD RECORDSよりアルバム『Way Out』を発表。
1997年、ポニーキャニオンからシングル『手のひらの中のFreedom』でメジャー・デビューを果たす。同年、古田たかしが脱退したことにより、以後は2人組ユニットとなる。
1999年、映画『鮫肌男と桃尻女』のサウンドトラックを手掛ける。
2004年、アルバム『The river of blue blood』発売。
2017年、あらきゆうこが加わり、ライブ活動を再開。

## ディスコグラフィー

### デモテープ
|  | 発売日 | タイトル        | 規格           | 備考      |
|  | ------ | --------------- | -------------- | --------- |
|  | 1994年 | DR.STRANGE LOVE | カセットテープ | 6曲入り。 |

### シングル
|     | 発売日         | タイトル              | 規格 | 規格品番   | レーベル          | 備考 |
| --- | -------------- | --------------------- | ---- | ---------- | ----------------- | ---- |
| 1st | 1996年11月20日 | Eyes in the Sky       | CD   | SF-002     | SUPERFOOD RECORDS |      |
| 2nd | 1997年5月2日   | 手のひらの中のFreedom | CD   | PCCA-01106 | ポニーキャニオン  |      |

### アルバム
|     | 発売日         | タイトル                | 規格       | 規格品番   | レーベル          | 備考 |
| --- | -------------- | ----------------------- | ---------- | ---------- | ----------------- | ---- |
| 1st | 1995年12月10日 | Way Out                 | CD         | SF-001     | SUPERFOOD RECORDS |      |
| 2nd | 1997年6月4日   | Dr.Strange Love         | CD         | PCCA-01108 | ポニーキャニオン  |      |
| 2nd | 1997年6月4日   | Dr.Strange Love         | LPレコード | PCJA-20    | ポニーキャニオン  |      |
| 3rd | 1999年8月18日  | Twin Suns               | CD         | PCCA-01363 | ポニーキャニオン  |      |
| 4th | 2004年3月3日   | The river of blue blood | CD         | ATS-004    | Atsugua Records   |      |

### ミニ・アルバム
|     | 発売日         | タイトル | 規格 | 規格品番   | レーベル         | 備考 |
| --- | -------------- | -------- | ---- | ---------- | ---------------- | ---- |
| 1st | 1997年11月19日 | Escape   | CD   | PCCA-01156 | ポニーキャニオン |      |

### サウンドトラック
|  | 発売日        | タイトル                                       | 規格 | 規格品番  | レーベル        | 備考                             |
|  | ------------- | ---------------------------------------------- | ---- | --------- | --------------- | -------------------------------- |
|  | 1999年1月28日 | 「鮫肌男と桃尻女」オリジナル・サウンドトラック | CD   | MOSCD-005 | Monsoon Records | 映画「鮫肌男と桃尻女のサントラ。 |

### 参加作品
- コンピレーション・アルバム『江戸屋百歌撰“亥”〜イノシシ』（1995年1月21日）
  - 7. じれっとわーい
  - 8. TABOO
- 石川よしひろのシングル「青春のキャンドル」（1995年2月2日）
  - 1. 青春のキャンドル
  - 2. ヘイ・タクシー
  - 3. 青春のキャンドル
  - 「石川よしひろ with Dr.Strange Love」名義。
- 佐野元春のトリビュート・アルバム『BORDER - A Tribute to Motoharu Sano -』（1996年8月31日）
  - 5. Strange Days
- ニルヴァーナのトリビュート・アルバム『ALL APOLOGIES』（2006年5月10日）
  - 5. Pennyroyal Tea

## タイアップ一覧
| 年     | 曲名   | タイアップ                         |
| ------ | ------ | ---------------------------------- |
| 1997年 | Escape | 大塚製薬「ポカリスエット」CMソング |